# Vitalis Gustafson
Vitalis Oscar Gustafson född 11 augusti 1888 i By socken, Värmland, död 13 december 1952 i Stockholm, var en svensk skulptör.
Han var son till urmakaren Carl August Gustafson och Eva Andersson. 
Efter studentexamen i Karlstad  kom han på rekommendation av konstnären Otto Hesselbom till Valands målarskola 1906 där han fick Carl Wilhelmson som huvudlärare. Därefter företog han en studieresa till Paris och träffade Auguste Rodin som fick honom att överge sina målarstudier för att i stället utbilda sig till skulptör. Åren 1910–1911 var han skulptörgesäll hos Vilhelm Bissen i Köpenhamn. Vid återkomsten från Danmark genomförde han en separatutställning på Valand och har därefter deltagit i ett flertal utställningar.
Han flyttade därefter till Köpenhamn där han kom att bo sammanlagt i 25 år. Där uppmärksammades han av Kai Nielsen som bjöd in honom att deltaga i utställningen De Frie där ställde han ut 21 porträttbyster av kända danska personligheter. Dessa uppmärksammades mycket positivt av konstkritikern Georg Brandes i tidningen Politiken. Vitalis Gustavssons tanke med porträttbysterna var att skapa ett nordiskt Pantheon med skulpturer av samtidens ledande nordiska personligheter inom politiken, litteraturen och konstens områden. När han flyttade åter till Sverige 1938 hade han för detta porträttgalleri skapat 180 byster förutom ett antal reliefer. Vid hans bortgång omfattade samlingen drygt 200 porträttbyster.
Bland hans offentliga arbeten märks fontänskulpturen Näcken på Kanaltorget i Säffle samt en minnessten över Otto Hesselbom på Ånimskogs kyrkogård. 
Vitalis Gustafson är representerad på Värmlands museum, Statens porträttsamling på Gripsholms slott, Livrustkammaren samt i ett stort antal institutioner.